# Filtro passa tutto
Un filtro passa tutto è un filtro che lascia passare tutte le frequenze alla stessa maniera, ma modifica le relazioni di fase tra le varie frequenze. Viene usato per sistemare la fase di una funzione di trasferimento senza modificare la risposta in frequenza del modulo del segnale. Questo avviene variando la lunghezza della linea di ritardo (propagation delay) secondo una frequenza. Generalmente il filtro si descrive con la frequenza alla quale lo sfasamento è di 90°.
Normalmente il segnale a cui si applica un filtro passa tutto viene utilizzato per: 
- compensare uno sfasamento indesiderato dovuto al sistema in cui passa il segnale
- essere mixato con una versione non modificata del segnale per implementare un filtro comb di tipo notch (vedere anche phaser).

Un filtro passa tutto può inoltre essere utilizzato per: 
- convertire un filtro a fase mista in un filtro a fase minima con un modulo equivalente
- convertire un filtro instabile in uno stabile con un modulo equivalente.

## Implementazione analogica

Schema di un filtro passa tutto attraverso un amplificatore operazionale

Il circuito con l'amplificatore operazionale che segue implementa un filtro passa tutto con un polo ed uno zero. Alle alte frequenze il condensatore è un corto circuito creando un buffer a guadagno unitario. Alle basse frequenze il condensatore è un circuito aperto e il circuito diventa un amplificatore invertente con guadagno unitario. Quando {\displaystyle \omega CR=1} il circuito introduce uno sfasamento di 90° (la rete RC passa basso crea uno sfasamento di 45°).
Spesso si sostituisce la resistenza R con un FET per implementare uno sfasatore controllato in tensione attraverso il gate del FET. Nella musica elettronica un phaser è composto da 4/6 sezioni di sfasamento (phase-shifting) connesse in cascata e sommate al segnale originale. Un oscillatore LFO a rampa controlla la tensione per produrre il caratteristico suono di un phaser.

## Implementazione digitale
La trasformata z di un filtro passa tutto è la seguente:
{\displaystyle H_{ap}(z)={\frac {z^{-1}-{\overline {z_{0}}}}{1-z_{0}z^{-1}}}\ }
La funzione di trasferimento {\displaystyle H_{ap}(z)} così definita corrisponde alla presenza di un polo in {\displaystyle z_{0}} ed uno zero in {\displaystyle ({\overline {z_{0}}})^{-1}}.
Il filtro può essere messo in cascata con un filtro a fase instabile per creare un filtro a fase stabile o minima senza cambiare il modulo del segnale. Attraverso una accurata scelta di {\displaystyle z_{0}}, uno zero o un polo che si trova al di fuori del cerchio unitario può essere cancellato e riflesso all'interno del cerchio unitario.

## Oscillatori ad APF
Ponendo 2 filtri in cascata si ottengono 180° di sfasamento alla risonanza ed un ulteriore stadio di CAG invertente rimettendo in fase il segnale potrà fornire un discreto oscillatore sinusoidale controllato da un potenziometro stereo ed un commutatore per i condensatori
L'idea originale è attribuita a Roger Rosens ed una versione attualmente replicabile del generatore è 
Gli operazionali di precisione di Rosens uniti ad un regolatore a termistore forniscono una distorsione di 5ppm mentre il sistema a controllo ottico dotato di economici TL 071-72-74-81-82-84 si ferma a 20 ppm

## Notch ad APF
Come sopra 2 filtri posti in cascata creano uno sfasamento di 180° e sommando questo segnale all'ingresso noi potremo ottenere un notch molto profondo (minimo 90 dB) tale da ottenere un buon distorsiometro
Il 1701A della Sound Technology utilizzava questa topologia nel filtro notch

## APF come sfasatore
2 filtri di frequenza operativa diversa mostrano differente fase a larga banda tra le 2 uscite e questo viene usato in varie applicazioni tra cui:
- Negli anni '70 ci fu un tentativo di sistema di quadrifonia basato sulla quadratura e non ha avuto seguito
- Ricevitori modulazione a banda laterale singola (SSB)
- Gruppi di sintonia tei televisori